# Xã Robins, Quận Fall River, Nam Dakota
Xã Robins (tiếng Anh: Robins Township) là một xã thuộc quận Fall River, tiểu bang Nam Dakota, Hoa Kỳ. Năm 2010, dân số của xã này là 29 người.